# Мараканазинью
Спортивный комплекс «Мараканазинью» (порт. Ginásio do Maracanãzinho, букв. «Маленькая Маракана»; официальное название Спортивный комплекс Жилберту Кардозу, порт. Ginásio Gilberto Cardoso) — крытая спортивная арена в районе Маракана города Рио-де-Жанейро (Бразилия), вмещающая около 12 тысяч зрителей. Открытый в 1954 году комплекс «Мараканазинью» принимал крупнейшие мировые турниры по баскетболу, волейболу, мини-футболу и дзюдо, соревнования Панамериканских игр 2007 года и волейбольный турнир летних Олимпийских игр 2016 года. «Мараканазинью» был также основной площадкой конкурсов «Мисс Бразилия» и проходивших в Рио-де-Жанейро с 1966 по 1972 год международных фестивалей песни.

## Общая информация
Спортивный комплекс Жилберту Кардозу, названный в честь бывшего президента клуба «Фламенго», располагается в районе Рио-де-Жанейро Маракана, недалеко от знаменитого одноименного стадиона. С этим связано его неофициальное название — «Мараканазинью», или «Маленькая Маракана».
Спорткомплекс Жилберту Кардозу был открыт в 1954 году и в это время был рассчитан на 13 613 зрительских мест. В 1970 году сильный пожар уничтожил крышу комплекса, что, в частности, заставило перенести в другое место проведение конкурса «Мисс Бразилия». Активные восстановительные работы позволили возобновить работу «Мараканазинью» уже в следующем году. Новая реконструкция комплекса прошла с 2003 по 2007 годы, в преддверии Панамериканских игр 2007 года, соревнования которых он должен был принимать наряду с другими стадионами. Эта реконструкция обошлась в 90 миллионов реалов.
Вновь открывшийся 27 июня 2007 года «Мараканзинью» располагает несколько меньшим количеством зрительских мест, чем раньше — 11 800. Общая площадь комплекса 11 198 м, габариты игрового поля — 40*60 метров. Обновлённый стадион оборудован новейшими кондиционерами и четырёхсторонним электронным табло китайского производства.
В 2009 году в «Мараканазинью» открылась своя Аллея славы, увековечивающая имена знаменитых спортсменов, выступавших на этой арене. В число первых членов Аллеи славы вошли 12 игроков мужской сборной Бразилии по волейболу и её тренер Бернарду Резенде, а также знаменитый мини-футболист Фалкао. Среди других спортсменов, занявших место на Аллее славы — двукратные чемпионы мира по баскетболу Вламир Маркеш и Амаури Пасос и олимпийская чемпионка по волейболу Фаби Оливейра. Позже своё место на Аллее славы получили дзюдоисты Рожерио Сампайо, Жуан Дерли и Кетлейн Квадрус, теннисисты Густаво Куэртен, Марат Сафин, Андре Агасси, Матс Виландер, Джим Курье, Фернандо Мелигени, Новак Джокович.

## Спортивные соревнования

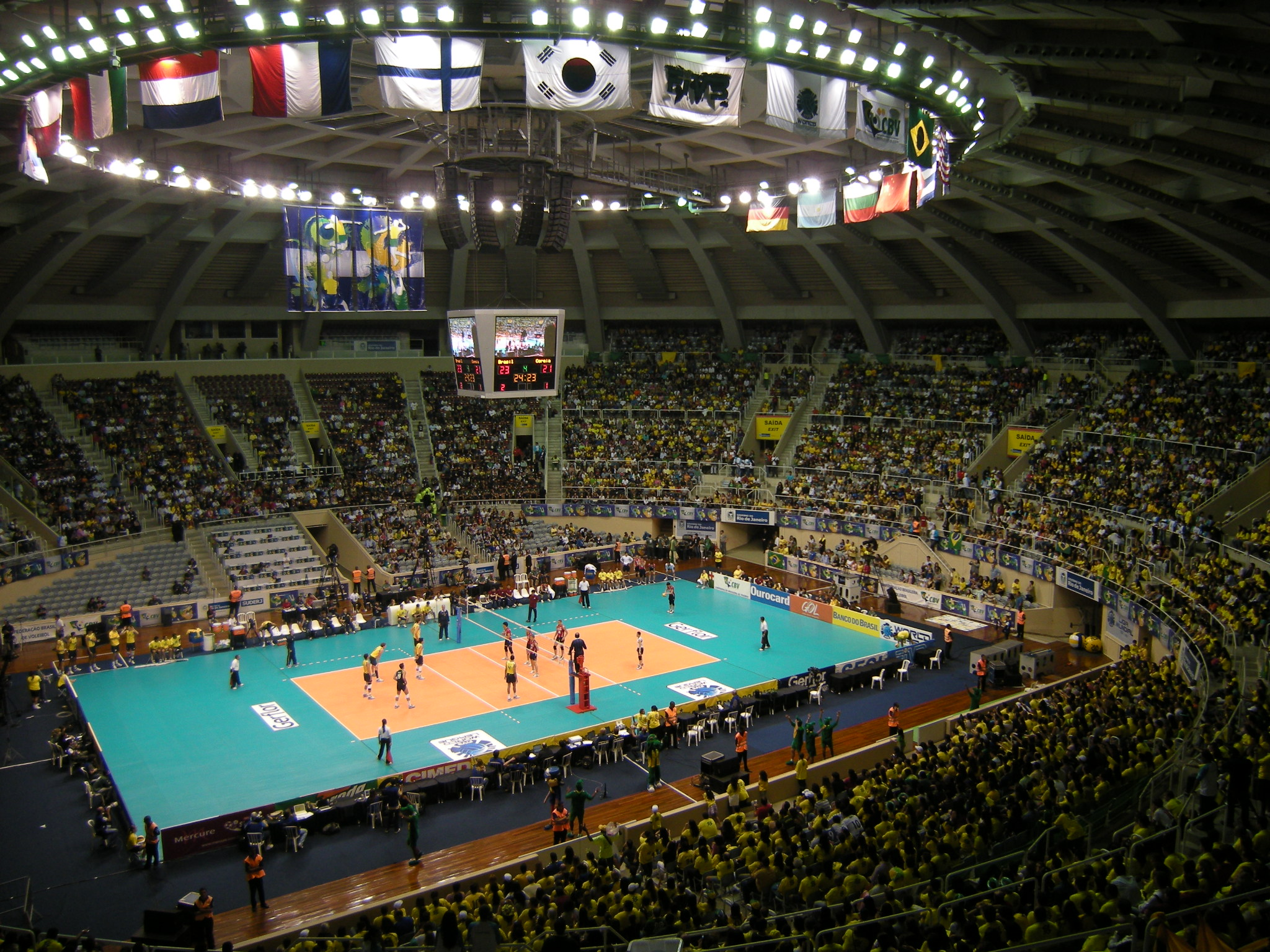
Мировая лига по волейболу в «Мараканазинью» в 2010 году

На только что открытом «Мараканазинью» проходили игры мужского чемпионата мира по баскетболу 1954 года, где в борьбе за «золото» сборная США обыграла хозяев турнира, а позже игры чемпионата мира 1963 года, в решающем матче которого уже бразильцы победили советскую команду. В 1990 году «Мараканазинью» принимал игры финальной стадии мужского чемпионата мира по волейболу.
После реставрационных работ в 2003—2007 годах «Мараканазинью» был местом проведения баскетбольного и волейбольного турниров Панамериканских игр 2007 года. В 2008 году здесь прошли финальные матчи VI чемпионата мира по мини-футболу, в котором победили хозяева поля, а в 2013 году — чемпионат мира по дзюдо. В 2016 году на «Мараканазинью» прошёл волейбольный турнир летних Олимпийских игр 2016 года.

## Культурная программа
В 1960-е и 1970-е годы «Мараканазинью» был местом проведения концертов и фестивалей, крупнейшим из которых был проходивший с 1966 по 1972 год международный фестиваль песни. В рамках этих фестивалей на арене «Мараканазинью» выступали знаменитые бразильские исполнители Шику Буарки, Том Жобин, Мария Бетания, Каэтану Велозу, Жералду Вандре и Жилберту Жил. В 1975 году здесь проходило ледовое шоу Holiday on Ice. С конца 1950-х годов комплекс неоднократно принимал конкурс «Мисс Бразилия».